# وحدات القياس الفارسية
أُنْشيء النظام الرسمي للأوزان والمقاييس[بحاجة لمصدر]</link> في الإمبراطورية الفارسية القديمة تحت حكم الأخمينيين (550-350 قبل الميلاد). فكان الشيكل والمينا الدنيوي أو المقدس وحدات لقياس الوزن و الحجم في ذلك الوقت. وكان وزنهما مساويًا لوزن ذلك الحجم من الماء. إضافة إلى ذلك، كان الطالن مقياسًا للوزن يستخدم لكميات كبيرة من العملات المعدنية. وقد تم استخدام بعض الوحدات ذات الصلة في بلاد فارس في القرن التاسع عشر، و لا تزال تستخدم في إيران المعاصرة.

## الوحدات الفارسية القديمة

### الطول
| وحدة فارسية | اسم فارسي       | علاقة بوحدة سابقة | متري القيمة              | القيمة الإمبراطورية |
| ----------- | --------------- | ----------------- | ------------------------ | ------------------- |
| رقم إصبع    | انگشت (angosht) |                   | ≈ 187–195 m و= 360 ذراعًا |                     |

### المقدار
كان الشيكل و المينا الدنيوي أو المقدس وحدات لقياس الوزن و الحجم. فكان وزن الشيكل أو المينا مساويًا لوزن ذلك الحجم من الماء. لاحظ أن القيم المعطاة للمينا لا تتطابق مع التعريفات.
1 شيكل = 8.3 مل (أي ما يعادل 1 أيوة مكعبة تقريباً).
1 منا دنيوية = 50 شيكل = 500 مل (حوالي 27 عيوة مكعبة).
1 منا مقدس = 60 شيكل = 600 مل (حوالي 1 دفا مكعب).
1 موهبة (حجم) = 60 مينا دنيوية = 25 لترًا (حوالي 1 صينية مكعبة).

### الوزن
كان الطالن عبارة عن مقياس للوزن يستخدم لكميات كبيرة من العملات المعدنية
كالسبائك، و العملات المعدنية السائبة، وليس عملة فردية. وفقًا لقائمة إيرادات كورش الكبير (كورش الثاني ملك فارس) المسجلة في كتاب هيرودوت 
𐎣𐎼𐏁 (karša) أو 𐎣𐎼𐏁𐎹𐎠 (karšayaā) هي وحدة وزن تساوي 10 شيكل بابلي أو1⁄6 مينا بابلية تزن حوالي 83 غ (2.9 أونصة) .

## الوحدات المستخدمة في بلاد فارس الحديثة (إيران)
وقد أُستخدمت بعض الوحدات ذات الصلة في بلاد فارس في القرن التاسع عشر، و لا تزال تتداول في إيران المعاصرة.

### الطول
1 الزند أو الأرساني = 52-64 سم.
1 عريش = 38.27 بوصة (97.21 سـم) 
1 شبل = 40 أرساني = 21-25 متر أو 23-30 ياردة.
1 فارسنج (بارسنج) = 6.23 كم في بلاد فارس في القرن التاسع عشر.
1 فرسانج = 10 كيلومترات في إيران وتركيا الحديثتين.

### المقدار
1 تشينيكا = 1.32 لتر.